# DeWayne Jefferson
DeWayne Jefferson, né le 10 août 1979 à West Point (États-Unis), est un joueur de basket-ball professionnel américain. Il mesure 1,88 m.

## Collège
- 1997 - 1999 :  East Mississippi JC

## Université
- 1999 - 2001 :  Delta Devils de l'université d'État de la Vallée du Mississippi (NCAA)[1].

## Clubs
- 2002 - 2003 :  Pınar Karşıyaka (1er division)
- 2003 - 2004 : 
  -  Dynamo Moscou (Superligue de Russie)
  -  Roseto (Lega A) [2]
- 2004 - 2005 :  Osimo (Lega due)[3]
- 2005 - 2006 :  Erdemispor (1er division)
- 2006 - 2007 : 
  -  Makedonikós (ESAKE)
  -  Imola (Lega Due)[4]
- 2007 - 2008 : 
  -  AEP Olimpias Patron (ESAKE)
  -  Bosna ASA Sarajevo (1er division)
- 2008 - 2009 :  Chalon-sur-Saône (Pro A)[5]
- 2010 :  Brest (Pro B)[5]